# Aron Schmidhuber
Aron Schmidhuber (Ottobrunn, 28 de fevereiro de 1947) é um árbitro de futebol reformado da Alemanha. Ele arbitrou dois jogos na Mundial de 1990 na Itália.